# Episodi di CSI: Miami (quarta stagione)
La quarta stagione della serie televisiva CSI: Miami, composta da 25 episodi, è stata trasmessa dal 19 settembre 2005 al 22 maggio 2006 sul canale statunitense CBS. 
Invece in Italia venne trasmessa in prima visione assoluta dal 30 agosto al 5 novembre 2006 per due episodi a settimana su Italia 1.
L'episodio Caccia all'uomo (Felony Flight) è la prima parte di un crossover tra CSI: Miami e CSI: NY: il suo seguito è infatti l'omonimo episodio della seconda stagione di CSI: NY (titolo originale Manhattan Manhunt).
| nº | Titolo originale   | Titolo italiano         | Prima TV USA      | Prima TV Italia   |
| -- | ------------------ | ----------------------- | ----------------- | ----------------- |
| 1  | From the Grave     | Fuga dalla tomba        | 19 settembre 2005 | 30 agosto 2006    |
| 2  | Blood in the Water | Sangue nell'acqua       | 26 settembre 2005 | 30 agosto 2006    |
| 3  | Prey               | La preda                | 3 ottobre 2005    | 6 settembre 2006  |
| 4  | 48 Hours to Life   | 48 ore per vivere       | 10 ottobre 2005   | 6 settembre 2006  |
| 5  | Three-Way          | Partita a tre           | 17 ottobre 2005   | 13 settembre 2006 |
| 6  | Under Suspicion    | La vittima sacrificale  | 24 ottobre 2005   | 13 settembre 2006 |
| 7  | Felony Flight      | Caccia all'uomo (pt. 1) | 7 novembre 2005   | 15 settembre 2006 |
| 8  | Nailed             | Inchiodato              | 14 novembre 2005  | 20 settembre 2006 |
| 9  | Urban Hellraisers  | Demoni urbani           | 21 novembre 2005  | 20 settembre 2006 |
| 10 | Shattered          | Frantumato              | 28 novembre 2005  | 29 settembre 2006 |
| 11 | Payback            | Sei anni dopo           | 19 dicembre 2005  | 29 settembre 2006 |
| 12 | The Score          | La conquista            | 9 gennaio 2006    | 5 ottobre 2006    |
| 13 | Silencer           | Il silenziatore         | 23 gennaio 2006   | 5 ottobre 2006    |
| 14 | Fade Out           | Dissolvenza             | 30 gennaio 2006   | 12 ottobre 2006   |
| 15 | Skeletons          | Scheletri               | 6 febbraio 2006   | 12 ottobre 2006   |
| 16 | Deviant            | Il predatore sessuale   | 27 febbraio 2006  | 19 ottobre 2006   |
| 17 | Collision          | Collisione              | 6 marzo 2006      | 19 ottobre 2006   |
| 18 | Double Jeopardy    | Doppio processo         | 13 marzo 2006     | 26 ottobre 2006   |
| 19 | Driven             | Il senso delle cose     | 20 marzo 2006     | 26 ottobre 2006   |
| 20 | Free Fall          | Caduta libera           | 10 aprile 2006    | 29 ottobre 2006   |
| 21 | Dead Air           | Il numero sbagliato     | 24 aprile 2006    | 29 ottobre 2006   |
| 22 | Open Water         | Mare aperto             | 1º maggio 2006    | 2 novembre 2006   |
| 23 | Shock              | La scossa               | 8 maggio 2006     | 2 novembre 2006   |
| 24 | Rampage            | Pura violenza           | 15 maggio 2006    | 5 novembre 2006   |
| 25 | One of Our Own     | Uno dei nostri          | 22 maggio 2006    | 5 novembre 2006   |

## Fuga dalla tomba
- Titolo originale: From the Grave
- Diretto da: Karen Gaviola
- Scritto da: Ann Donahue e Elizabeth Devine

### Trama
L'indagine riguarda un carcerato spacciatore di droga morto mentre era stato accompagnato al funerale della madre. Si scopre che la vicenda ha degli agganci con lo stupro subito da una ragazza da parte dell'organizzazione criminale Mala Noche. Horatio ha un conflitto interiore che riguarda il suo passato. Rick Stetler cerca nei trascorsi di Horatio.
- Guest star: Rex Linn, Eva La Rue, Patricia Velasquez, Steven Eckholdt, Jerry Adler, David Lee Smith, Rhys Coiro, Amy Laughlin, Lobo Sebastian, Boti Bliss, Brendan Fehr, Amanda Loncar, Armando Valdes-Kennedy, Simone Kessell, Lesley Fera
- Ascolti TV Italia: 3 200 000 telespettatori[1]

## Sangue nell'acqua
- Titolo originale: Blood in the Water
- Diretto da: Duane Clark
- Scritto da: Sunil Nayar e Dean Widenmann

### Trama
L'indagine riguarda l'incendio su uno yacht avvenuto in acque con squali. La figlia si butta in acqua e il fratello la segue per cercare di salvarla. Eric trova un corpo in acqua, ma non è quello del fratello scomparso.
- Guest star: Rex Linn, Francine Swift, Patrick Fabian, Corey Sevier, Eva La Rue, Troy Curvey Jr., Jordi Caballero, Boti Bliss, Brendan Fehr, Armando Valdes-Kennedy, Joshua Leonard
- Ascolti TV Italia: 3 565 000 telespettatori[1]

## La preda
- Titolo originale: Prey
- Diretto da: Scott Lautanen
- Scritto da: Corey Miller e Barry O'Brien

### Trama
L'unità CSI indaga sulla scomparsa di Sarah Jennings, una diciottenne il cui viaggio a Miami si è ben presto trasformato in un autentico incubo. Gli investigatori trovano l'auto della giovane abbandonata in una piazzola a lato della strada con evidenti tracce di sangue su portiere e carrozzeria.
- Guest star: Rex Linn, Eva La Rue, Sam Page, Mark Matkvich, Timothy Omundson, David Lee Smith, Boti Bliss, Brendan Fehr, Patrick St. Esprit, Jason Olive, Erica Hubbard, Stacey Travis, Sarah Mason, Joel West
- Ascolti TV Italia: 2 257 000 telespettatori[2]

## 48 ore per vivere
- Titolo originale: 48 Hours to Life
- Diretto da: Norberto Barba
- Scritto da: Marc Dube e John Haynes

### Trama
Il Dipartimento di Polizia di Miami arresta il giovane Tobey Hollins con l'accusa di aver ucciso una donna. Il ragazzo confessa il crimine, ma le indagini condotte da Horatio lo convincono che il ragazzo non è responsabile dell'omicidio.
- Special guest star: Robert Richard
- Guest star: Rex Linn, Brett Cullen, Jolie Jenkins, Jason Cerbone, Boti Bliss, Brendan Fehr, Brooke Bloom, Armando Valdes-Kennedy, Joshua Leonard, Christian Martin, Luis Robledo
- Ascolti TV Italia: 2 374 000 telespettatori[2]

## Partita a tre
- Titolo originale: Three-Way
- Diretto da: Jonathan Glassner
- Scritto da: Marc Guggenheim e Ildy Modrovich

### Trama
Tre casalinghe di Miami in vacanza sono accusate di aver ucciso l'addetto alla manutenzione della piscina dell'hotel in cui alloggiano. Calleigh, Delko e Ryan raccolgono le confessioni delle tre donne, ma qualcosa non quadra. Gli indizi raccolti sul campo puntano infatti il dito verso un altro colpevole.
- Guest star: Rex Linn, Lisa Thornhill, Rachel Crawford, Christina Chambers, Corey Stoll, Amy Laughlin, Eva La Rue, Boti Bliss, Grainger Hines, Patrick Fischler, Linden Ashby, Jack Yang
- Ascolti tv Italia: 2 977 000 telespettatori[3]

## La vittima sacrificale
- Titolo originale: Under Suspicion
- Diretto da: Sam Hill
- Scritto da: Sunil Nayar e Barry O'Brien

### Trama
Un auto con a bordo due donne esce di strada. La polizia durante i rilievi trova il cadavere di una donna nelle vicinanze. Horatio Caine rivela ai colleghi di conoscere la vittima, Rachel Turner, e di aver passato del tempo con lei qualche giorno prima. Essendo probabilmente l'ultima persona ad averla vista viva, Horatio diventa il principale sospettato ed è costretto a non partecipare alle indagini.
Calleigh analizza il campione di sangue trovato nell'appartamento della vittima: è il sangue di Caine, ma contiene una quantità eccessiva di anticoagulante. Caine spiega alla collega che dieci anni prima, a New York, era stato accoltellato mentre cercava di catturare Walter Dresden, un serial killer che rinchiudeva dei bambini in un armadio mentre torturava a morte i loro genitori.
Vicino al punto in cui l'auto ha sbandato, Delko trova degli indizi che lo conducono a un Hummer preso in un'agenzia di noleggio e lo fa localizzare grazie al GPS. Il veicolo è parcheggiato nel quartiere dove vive una ragazzina che ha assistito alla tortura dei suoi genitori da parte di Walter Dresden. Caine si reca direttamente a casa di Jennifer Wilson e la convince ad andarsene finché l'assassino non verrà trovato e arrestato.
Duquesne trova un fascicolo su Wilson sulla scrivania di Caine e scopre che è stato lasciato lì dal detective Matt Phillips. Tripp scopre che il distintivo e il documento di identità di Phillips sono stati rubati dalla sua auto mentre il detective era a casa della sua amante. I membri della squadra ispezionano l'auto di Phillips e scoprono una fibra rossa. Questa fibra proviene da un edificio a pochi isolati dal laboratorio di scienze forensi. Caine si reca lì e trova Dresden. Sapendo che Dresden non vuole ucciderlo, ma solo incastrarlo, Caine lo colpisce in faccia, dove il malvivente ha un taglio. Quando la polizia interviene, Dresden fugge, lasciando Caine indietro. Sulla scena del crimine viene trovata una grande quantità di sangue, così come il coltello probabilmente usato per uccidere Rachel Turner. Caine, rimasto solo, viene arrestato.
Calleigh Duquesne fa visita a Caine e gli preleva dei campioni dalle mani. Il sangue che ha raccolto verrà utilizzato per determinare se Dresden sia stato coinvolto in altri omicidi. 
Analizzando il coltello utilizzato per uccidere Rachel Turner, Ryan e Delko scoprono che l'impronta digitale  sul coltello è stata applicata con della glicerina ed è stata prelevata da un bicchiere di vino che Caine teneva in mano mentre beveva con la vittima. Certo che si tratti di un tentativo di incastrare il suo capo, Delko riconsegna a Caine il suo distintivo e la sua pistola.
Dresden ferma Duquesne in un parcheggio e gli dice di chiedere a Caine dei genitori di Jennifer Wilson. Lei lo riferisce a Horatio, che sostiene che la sua compagna a New York avesse avuto una relazione con la madre di Wilson. Aveva lasciato New York per evitare di rispondere alle domande sulla sua compagna.
Un medico legale scopre che il DNA del sangue di Dresden corrisponde a diversi omicidi avvenuti nell'area di Miami. Tutte le vittime lavoravano per la stessa azienda di installazione di sistemi di sicurezza. Ryan Wolfe e Horatio Caine si recano nel luogo in cui Dresden sta installando un sistema di sicurezza e lo arrestano. Dresden afferma di non aver ucciso la famiglia Wilson, nonostante le prove raccolte contro di lui.
Il giudice afferma che ci sono poche prove per poter processare Dresden a Miami e ordina quindi il suo rilascio. Dresden schernisce Horatio mentre esce dall'aula.
- Guest star: Rex Linn, Damian Young, Alexandra Lydon, David Lee Smith, Eva La Rue, Mailon Rivera, Boti Bliss, Patrick Fischler, William Allen Young, Jeremiah W. Birkett, Eric Steinberg, Lauren Mayhew
- Ascolti TV Italia: 2 939 000 telespettatori[3]

## Caccia all'uomo (pt. 1)
- Titolo originale: Felony Flight
- Diretto da: Scott Kenneth Lautanen
- Scritto da: Ann Donahue, Elizabeth Devine e Anthony E. Zuiker

### Trama
Un quartetto di adolescenti prova ad aiutare i sopravvissuti di un piccolo incidente aereo. I ragazzi però vengono accolti dall'assassino Henry Darius che ruba la loro l'auto portando con sé il condannato Ken Hastings. Horatio arriva sul posto e dopo una breve analisi conclude che l'aereo è stato sabotato. Darius stava andando a Miami da New York per aiutare le autorità a trovare il cadavere di una delle sue vittime, Lydia Johnson. Delko conferma i sospetti di Horatio riguardo al sabotaggio dell'aereo. Tripp dice a Horatio che Mac Taylor si è offerto di volare fino a Miami per aiutare a catturare Darius e il detective decide di accettare la collaborazione.
Il marito di Lydia, James, è sconvolto nell'apprendere la notizia della fuga dell'assassino della moglie. Nonostante la confessione, Horatio inizia a sospettare che Darius non sia il vero assassino della donna. Calleigh e Ryan ripassano il nastro della confessione dell'assassino in cerca di indizi. Esaminano l'enigmatica affermazione di Darius secondo cui "il signor Hoberman lo ha aiutato" a seppellire il corpo e cercare i documenti intorno al tempo della morte di Lydia per riferimenti a qualsiasi Mr. Hoberman. Calleigh trova un necrologio per un Albert Hoberman per il giorno prima che Lydia fosse uccisa e vanno a scavare nella sua tomba, sperando che il corpo di Lydia sia dentro. Hoberman è l'unico nella bara, ma trovano una pala sotto la bara con del sangue sopra. Delko trova gli appunti del pilota e scopre che stava pensando di deviare all'aeroporto Opa-Locka prima che l'aereo si schiantasse. Horatio e Tripp corrono lì per trovare Joann Nivens in attesa di Henry - lei era il suo amico di penna mentre era in prigione. Lei nega che lei lo stesse aspettando, ma Tripp ne trova venti in borsetta. Prima che possano investigare ulteriormente, Tripp riceve una telefonata: la macchina rubata da Darius è stata avvistata.
Un elicottero segue l'auto e mette in cortocircuito la sua batteria, ma Darius scappa, lasciando Ken indietro. Ken afferma che Darius lo ha costretto a sabotare l'aereo e poi a trascinarlo in una follia in una casa delle sorelle dell'Università di Miami. I CSI si precipitano sulla scena solo per scoprire diverse ragazze morte sparse per tutta la casa. Alexx si avvicina tristemente ai corpi, ma Calleigh segue una via del sangue e scopre un sopravvissuto nascosto in un armadietto. Tornato al laboratorio, Ryan ha determinato che il sangue sulla pala era di Lydia, ma Horatio non pensa che Darius l'abbia seppellita. Parla con il figlio di Lydia, Adam, che gli dice che dopo che sua madre lo ha portato alla pratica del calcio, ha guardato indietro per vedere un uomo con i capelli lunghi sul sedile anteriore della macchina di sua madre. Mentre esce con uno sketch artist, Tripp e Delko cercano il minivan di Lydia, che è ancora sequestrato e Delko trova un CD nel lettore - uno fatto in casa da qualcuno di nome Brian Miller. Tripp e Delko pagano a Brian una visita e dice loro che si è avvicinato James Johnson, un dirigente discografico, nella sua auto un giorno prima dell'omicidio di sua moglie per suonare il CD per lui, ma che Johnson l'ha liquidato come orribile e gli ha dato il suo biglietto. Horatio è sconvolto dal fatto che James non glielo abbia detto un anno prima, ed è ancora più frustrato quando scopre che James e sua moglie si sono scambiati le macchine il giorno del suo omicidio.
Kimberly, la sorellastra sopravvissuta identifica Darius come l'uomo che l'ha attaccata e dice a Calleigh che stava cercando Alexa Endecott, una delle sorelle sorority del terzo anno e una ricca ereditiera. Ricorda che Alexa era al Coco Riding Club. Arriva Mac Taylor, Horatio lo riempie e i due corrono al circolo per scoprire il cavallo abbandonato di Alexa. Scoprono una guardia di sicurezza ferita alla quale mancano la pistola e l'auto. Horatio e Mac chiamano Darius nel walkie-talkie della sicurezza, ma lui si rifiuta di lasciarli parlare con Alexa. Darius strappa il walkie-talkie. Quando i CSI troveranno la macchina, Darius l'ha abbandonata. Il sistema video è ancora intatto e scoprono un pezzo di carta con le coordinate sull'auto - il luogo di sepoltura di Lydia Johnson. Dan Cooper traccia la posizione e i CSI corrono là e tracciano il corpo per mezzo della batteria nell'orologio di Lydia. Alexx aiuta a scavarla e a identificarla. Trova il biglietto da visita ripiegato di James Johnson nella tasca di Lydia. Horatio sospetta che James, che aveva una polizza di assicurazione sulla vita da cinque milioni di dollari per sua moglie, nega il coinvolgimento. Una stampa sulla macchina conduce i CSI a Brian Miller, che ammette che dopo che James ha rifiutato la sua musica, ha assunto un tizio per 'spaventare' James. Ma dice che il ragazzo è andato da 'Rosey' e sostiene che Darius non era l'uomo da lui assunto. Nell'obitorio, Alexx mostra a Horatio due ferite da proiettile: una nella scapola e il colpo fatale alla testa.
Mac e Calleigh ripassano il video dall'auto che Darius ha rubato e lo hanno visto uccidere un automobilista per la sua auto e partire. Alexa Endecott riesce a rispondere a una chiamata a casa, dicendo che è stata presa da un uomo. Horatio e Mac riconoscono il suono del corno sullo sfondo: lo Staten Island Ferry. Darius e Alexa sono già a New York, grazie a Joann Nivens, che ha dato a Darius il suo aereo privato. Darius afferma che sarebbe andato a New York per sistemare le cose, e Mac e Horatio sono scottanti.
- Special guest star: Gary Sinise, Shemar Moore
- Guest star: Rex Linn, Eva LaRue, Elaine Hendrix, David Anders, Payton List, Brendan Fehr, Carlos Leon, Rick Kelly, Charles Van Eman
- Nota. Questo episodio è la prima parte di un crossover che si conclude con l'episodio Caccia all'uomo della serie CSI: NY.
- Ascolti tv Italia: 3 331 000 telespettatori[4]

## Inchiodato
- Titolo originale: Nailed
- Diretto da: Karen Gaviola
- Scritto da: Corey Miller e Barry O'Brien

### Trama
Una donna viene uccisa proprio mentre era in procinto di firmare i documenti relativi al proprio divorzio. La squadra CSI è chiamata a far luce sull'omicidio, e gli investigatori notano subito la scelta insolita dell'arma con la quale la donna è stata uccisa: una sparachiodi. Il caso si complica ulteriormente quando uno dei detective viene aggredito sulla scena del crimine e finisce in ospedale.
- Guest star: Rex Linn, Stephen Caffrey, Liza Waltz, Mark L. Young, Mark Dobies, Jennifer O'Dell, Alana De La Garza, David Lee Smith, Eva LaRue, Brendan Fehr, Wayne Wilderson, Joel West
- Ascolti TV Italia: 2 713 000 telespettatori[5]

## Demoni urbani
- Titolo originale: Urban Hellraisers
- Diretto da: Matt Earl Beesley
- Scritto da: Dean Widenmann e Marc Guggenheim

### Trama
Per vendere meglio un suo videogioco, Urban Hellraisers, Chris Allen organizza un gioco reale, dove i ragazzi devono veramente rapinare banche e commettere crimini d'ogni genere dentro la città di Miami.
Per questo gli uomini della scientifica si trovano a fronteggiare una banda di spietati ragazzi, in maggioranza studenti universitari, che nella più assoluta incoscienza commettono efferati delitti. La caccia non è facile, perché all'inizio è difficile poter credere a ciò che sta avvenendo, ma con tenacia e spirito di squadra gli agenti della scientifica riescono a debellare la banda e ad arrestare il colpevole dell'omicidio: una studentessa che per integrarsi è disposta a tutto pure a vincere l'assurdo gioco.
- Guest star: Rex Linn, Lea Moreno, Michael B. Silver, Shaun Sipos, Philip Winchester, Eva La Rue, Amy Laughlin, Jerad Anderson, Larissa Gomes, Brendan Fehr, Boti Bliss, Joel McHale, Bellamy Young
- Ascolti TV Italia: 3 374 000 telespettatori[5]

## Frantumato
- Titolo originale: Shattered
- Diretto da: Scott Lautanen
- Scritto da: Ildy Modrovich

### Trama
Un signore della droga di Miami viene ucciso a colpi di pistola nella sua abitazione all'interno del quartiere chic Coconut Grove e un uomo viene arrestato per omicidio. Immediatamente, l'uomo dichiara di essere il fornitore abituale di marijuana di Delko, cosa che fa scattare le indagini del Dipartimento degli Affari Interni. Nel frattempo gli investigatori scoprono che gli uomini coinvolti nell'omicidio del trafficante sono due e non uno.
- Guest star: Rex Linn, David Lee Smith, Paula Jai Parker, Brian Bosworth, Jeremiah W. Birkett, Eva La Rue, Alana De La Garza, Bellamy Young, Boti Bliss, Brendan Fehr, Joshua Leonard, Armando Valdes-Kennedy, Dex Elliott Sanders, Cameron Bancroft
- Ascolti TV Italia: 3 149 000 telespettatori[6]

## Sei anni dopo
- Titolo originale: Payback
- Diretto da: Sam Hill
- Scritto da: Marc Dube, Ildy Modrovich e Marc Guggenheim

### Trama
Le nuove tecnologie nel campo del DNA rivelano che Brian Lexington, in carcere per lo stupro di una donna risalente a sei anni prima, è in realtà innocente. Una volta libero, l'uomo comincia a darsi da fare per essere risarcito dal Dipartimento di Polizia. Intanto Horatio e i suoi si mettono alla caccia del vero stupratore.
- Guest star: Rex Linn, Michelle Nolden, Michael Shanks, Nick Moran, Jon Hamm, Eva La Rue, Peter Jacobson, F.J. Rio, Bellamy Young, Philip Anthony-Rodriguez
- Ascolti TV Italia: 3 135 000 telespettatori[6]

## La conquista
- Titolo originale: The Score
- Diretto da: Jonathan Glassner
- Scritto da: Barry O'Brien

### Trama
Horatio e i suoi cercano di vederci chiaro nel brutale omicidio di un uomo che stava prendendo lezioni di "rimorchio" al Mansion Club, noto night cittadino. Intanto Horatio dà una mano alla sorella di Delko, Marisol, che è stata arrestata con l'accusa di detenzione e spaccio di sostanze stupefacenti. Questo creerà un'intensa affinità tra i due.
- Guest star: Rex Linn, Jonathan McClain, Dameron Clarke, Kate Levering, David Deluise, Erica Leerhsen, Alana De La Garza, Bellamy Young, Michael E. Rodgers, Boti Bliss, Bobby Hosea, Brendan Fehr, Armando Valdes-Kennedy
- Ascolti TV Italia: 3 170 000 telespettatori[7]

## Il silenziatore
- Titolo originale: Silencer
- Diretto da: Ernest Dickerson
- Scritto da: Sunil Nayar

### Trama
Durante una sessione di ballo caraibico vengono uccisi un uomo ed una donna. Nel prosieguo delle indagini il team della scientifica viene a scoprire che le vittime sono: un elemento della gang dei Mala Noche e un'addetta alle pubbliche relazioni di una importante casa farmaceutica.
- Special guest star: Laura Leighton
- Guest star: Rex Linn, Matt Ross, Benjamin Benitez, Eva LaRue, Alana De La Garza, Brendan Fehr, Armando Valdes-Kennedy, JD Pardo, David Andriole, Annie McElwain, Robert Zepeda
- Ascolti TV Italia: 3 403 000 telespettatori[7]

## Dissolvenza
- Titolo originale: Fade Out
- Diretto da: Scott Lautanen
- Scritto da: Corey Miller

### Trama
Un uomo, Jake Richmond, viene trovato appeso a un ponte. Particolarmente macabro il modus operandi scelto dall'assassino per portare a termine l'omicidio: due proiettili sparati negli occhi da breve distanza.
- Special guest star: James Russo
- Guest star: Rex Linn, Michael Mitchell, Austin Nichols, Evan Handler, Zach Grenier, Jsu Garcìa, Boti Bliss, Brooke Bloom, April D. Parker
- Ascolti TV Italia: 3 309 000 telespettatori[8]

## Scheletri
- Titolo originale: Skeletons
- Diretto da: Karen Gaviola
- Scritto da: Elizabeth Devine e John Haynes

### Trama
Il cadavere di un portalettere viene rinvenuto su una spiaggia, semisepolto nella sabbia. Alexx esamina il cadavere e trova una chiave conficcata nella gola della vittima. Gli indizi portano Horatio a pensare che la sua nemesi, Walter Resden, stia cercando di portare a termine il suo folle progetto, e capisce che è suo il compito di fermarlo. Horatio scopre dal fratello di Resden cosa gli è successo da bambino capendo che lui è così perché il padre adottivo maltrattava lui e i suoi fratelli e lui li ha uccisi perché non avevano mai fatto nulla per proteggerlo fatta eccezione per il fratello più piccolo che un giorno lo difese essendosi stancato delle crudeltà subite e proprio per questo motivo Resden non ha mai voluto ucciderlo e che ora il serial killer vuole chiudere i conti con il padre adottivo e completare la sua vendetta. Horatio riesce a fermarlo prima che uccida il padre che non si è mai pentito del male che ha fatto a lui o agli altri figli e Horatio dopo aver arrestato Resden rimprovera aspramente l'uomo per ciò che ha fatto ai figli e il crudele uomo lo provoca affermando che è facile per un uomo armato fare il duro Horatio allora messa via la pistola sfida il padre del serial killer a colpirlo e l'uomo realizzando che Horatio lo avrebbe fatto a pezzi se ci avesse provato desiste dal farlo dimostrandosi nient'altro che un bullo e un codardo capace di prendersela solo con i più deboli e i più piccoli e Horatio disgustato lo arresta per i maltrattamenti inflitti ai figli. Successivamente Horatio rivela che anche suo padre era come quello di Resden e che se non avesse scelto un'altra via sarebbe diventato come lui.
- Special guest star: Damian Young
- Guest star: Rex Linn, Eva LaRue, Alexandra Lydon, Vince Grant, Steve Ryan, Brendan Fehr, Boti Bliss, José Yenque, Joel West
- Ascolti TV Italia: 3 658 000 telespettatori[8]

## Il predatore sessuale
- Titolo originale: Deviant
- Diretto da: Scott Lautanen
- Scritto da: Krystal Houghton

### Trama
Il corpo di Philip Gordon un predatore sessuale recidivo viene trovato in un parco giochi di Coral Gables, sobborgo di Miami. Si scoprirà che ad aver ucciso l'uomo era stato il fratello stanco della situazione creatasi in casa sua in quanto Philip essendo un criminale sessuale non era per nulla gradito dai residenti del quartiere e la famiglia del fratello a causa di ciò era in una situazione disperata. A complicare le cose la cognata che da tempo desiderava avere un bambino a causa della situazione aveva subito uno shock emotivo che le aveva provocato un aborto spontaneo perdendo di conseguenza il figlio tanto desiderato. Quando il marito ha scoperto ciò aveva deciso di affrontare Philip per cacciarlo una buona volta dalla sua vita ma lo ave sorpreso nel parco giochi nascosto in una siepe con un coltello nascosto dietro la cintura che avrebbe potuto usare per nuocere ad altri bambini e di conseguenza glielo aveva tolto e gli aveva rinfacciato tutte le sue colpe. L'uomo aveva tentato inutilmente di fingere che non aveva intenzione di nuocere ad altri bambini ma il fratello non si era lasciato ingannare e l'uomo aveva ammesso che mai avrebbe potuto cambiare la sua natura pedofila. Il fratello realizzando quanto Philip fosse un mostro aveva deciso di porre fine al suo delirio uccidendolo e mettere una volta per tutte fine al dolore causato alla sua famiglia. Horatio comprendendo ciò seppur lo faccia arrestare farà in modo di dargli una pena minima. Ryan infatti spera anche lui che in tribunale il giudice sarà comprensivo vista la situazione.   
- Ascolti TV Italia: 3 817 000 telespettatori[9]

## Collisione
- Titolo originale: Collision
- Diretto da: Sam Hill
- Scritto da: Dean Widenmann

### Trama
Una donna perde la vita in quello che ha tutto l'aspetto di un orribile incidente scatenato da cause poco chiare. Le indagini della squadra CSI rivelano però che un altro cadavere è presente sulla scena dell'incidente e che la causa non è affatto fortuita come sembra.
- Ascolti TV Italia: 4 550 000 telespettatori[9]

## Doppio processo
- Titolo originale: Double Jeopardy
- Diretto da: Scott Lautanen
- Scritto da: Brian Davidson

### Trama
Stephen Rowe è accusato di aver ucciso la propria moglie. La donna è infatti scomparsa da sei mesi, ma del cadavere nessuna traccia. Proprio l'assenza del corpo costringe la giuria a dichiarare l'imputato non colpevole.
- Ascolti TV Italia: 3 658 000 telespettatori[10]

## Il senso delle cose
- Titolo originale: Driven
- Diretto da: Eagle Egilsson
- Scritto da: Ildy Modrovich

### Trama
Dopo che un gruppo di frequentatrici di un lussuoso centro termale viene derubato, le prove indicano che i responsabili della rapina potrebbero far parte di una banda di ladri d'auto e aver preso di mira le abitazioni delle vittime. Il caso si complica quando Horatio apprende che la rapina, degenerata in sparatoria, ha coinvolto anche Marisol, e che ora la vita di lei è in pericolo.
- Ascolti TV Italia: 4 482 000 telespettatori[10]

## Caduta libera
- Titolo originale: Free Fall
- Diretto da: Scott Lautanen
- Scritto da: Marc Dube

### Trama
In un vecchio albergo che sta per essere restaurato e riportato agli antichi fasti, vengono trovati i corpi di due uomini, uno morto e l'altro ferito in modo grave.
- Guest star: Rex Linn, Amy Laughlin, Michael B. Silver, Justin Louis, Jesse Borrego, Brendan Fehr, Matt Carmody, Tom Barnett
- Ascolti TV Italia: 2 003 000 telespettatori[11]

## Il numero sbagliato
- Titolo originale: Dead Air
- Diretto da: Sam Hill
- Scritto da: John Haynes

### Trama
Una ragazza riceve una telefonata al cellulare, è una donna che ha sbagliato numero, ma è in una situazione di grave pericolo. La squadra di Horatio ha pochi elementi per risalire alla vittima del sequestro ma come sempre riuscirà a farcela.
- Special guest star: Bruce Davison e Sam Robards
- Guest star: Rex Linn, Eva LaRue, Alana De La Garza, Blake Gibbons, Brendan Fehr, Boti Bliss, Kiko Ellsworth, Kevin Gage, Arianne Zucker, Sara Downing, Krista Kalmus, Taylor Cole, Brooke Bloom, Joel West
- Ascolti TV Italia: 2 262 000 telespettatori[11]

## Mare aperto
- Titolo originale: Open Water
- Diretto da: Scott Lautanen
- Scritto da: Ildy Modrovich e Marc Dube

### Trama
Durante una tappa a Miami di una crociera, un uomo in mare vicino alla nave chiede soccorso, ma prima che glielo possano fornire, viene mangiato dagli squali. Sembra che sia cascato in acqua da uno dei ponti della nave, ma la caduta non sembra accidentale.
- Ascolti TV Italia: 3 892 000 telespettatori[12]

## La scossa
- Titolo originale: Shock
- Diretto da: Karen Gaviola
- Scritto da: Corey Miller e Brian Davidson

### Trama
Una famosa show girl, Nikki Beck, viene trovata morta fulminata nella sua vasca da bagno, nel bel mezzo di una festa in suo onore.
- Ascolti TV Italia: 4 566 000 telespettatori[12]

## Pura violenza
- Titolo originale: Rampage
- Diretto da: Duane Clark
- Scritto da: Ann Donahue e Sunil Nayar

### Trama
Inizia il processo alla gang Mala Noche, ma durante una testimonianza uno dei criminali si appropria di una pistola e spara uccidendo due persone.
- Ascolti TV Italia: 2 731 000 telespettatori[13]

## Uno dei nostri
- Titolo originale: One of Our Own
- Diretto da: Matt Earl Beesley
- Scritto da: Elizabeth Devine

### Trama
In una villa, cinque appartenenti alla banda dei Mala Noche vengono sterminati. Gli uomini di Horatio giungono sul posto e l'agente Jessop rimane ucciso.
- Ascolti TV Italia: 3 059 000 telespettatori[13]